# Синевир
Синеви́р (інші назви — Синєви́р, Морське Око, Око) — найбільше озеро Українських Карпат. Розташоване в Хустському районі Закарпатської області, у гірському масиві Внутрішні Ґорґани. Входить до складу Національного природного парку «Синевир». Загатного походження.

## Короткий опис

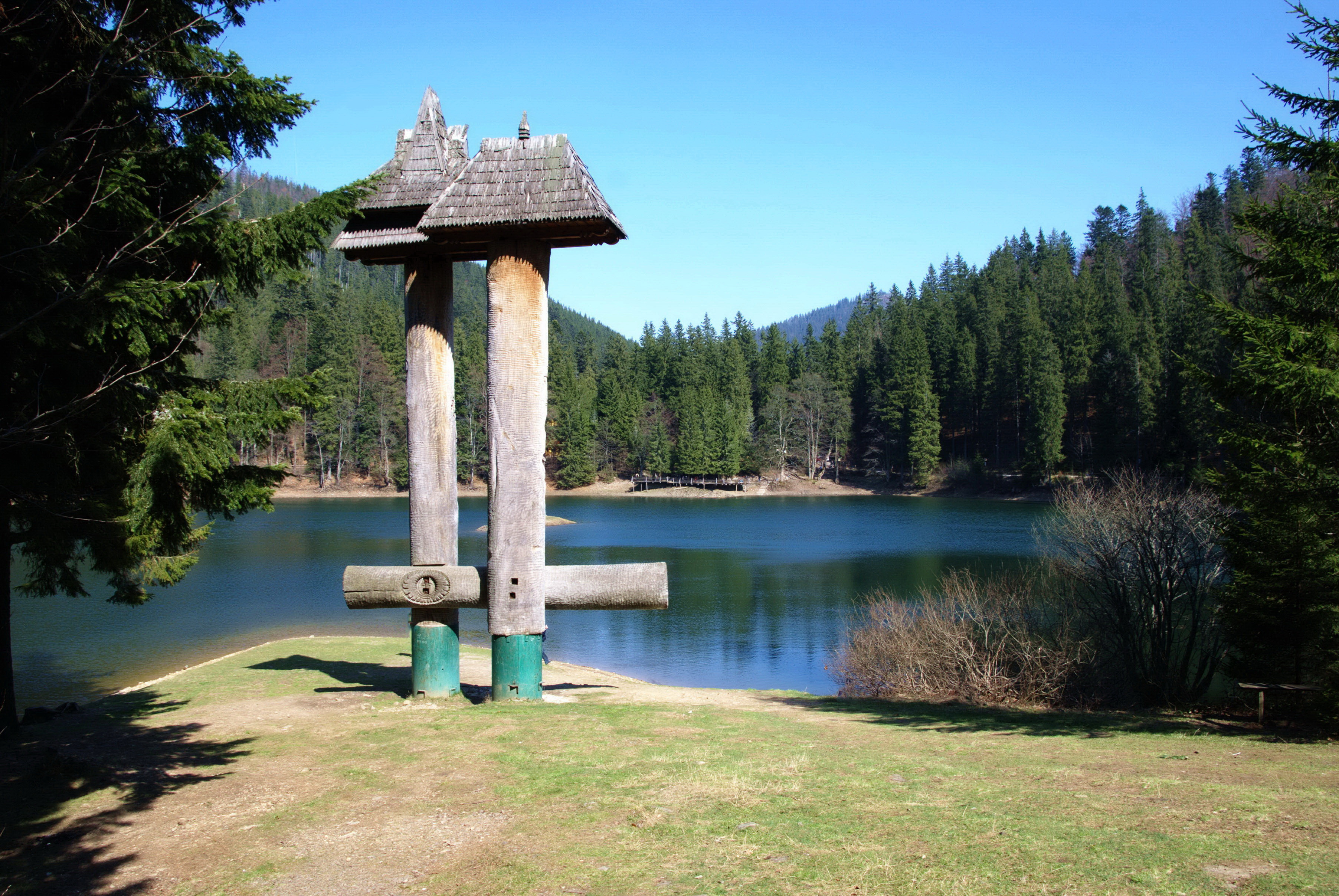
Весна на озері Синевир

Озеро вважається найцікавішим об'єктом Національного природного парку «Синевир» і є однією з візитних карток Українських Карпат. Воно розташоване на висоті 989 метрів над рівнем моря, має середню площу 4—5 гектарів, його середня глибина становить 8—10 м, максимальна — 22—24 м. Через значну висоту над рівнем моря і порівняну глибоководність навіть у найтепліші дні прогріваються лише верхні 1—2 метри озера до максимальної температури 11—13 °C. 

## Історія утворення
Озеро утворилося в результаті потужного зсуву, спричиненого землетрусом близько 10 тисяч років тому. На висоті 989 м гірські кам'янисті породи стали на шляху швидкого струмка, утворивши греблю і повністю перегородивши вузьку долину. Улоговина, що при цьому виникла, заповнилася водою трьох гірських струмків.

## Сучасний стан
Флора і фауна озера і навколишніх територій досить різноманітна. Тут водяться гірська козуля, європейський олень, ведмідь, рись, вовк, лисиця, борсук, горностай. У прозорій воді озера добре почуваються форель озерна, райдужна та струмкова. На прибережному просторі поширені близько 90 видів рослин занесених до Червоної книги України.
Краєвиди відзначаються надзвичайною мальовничістю й величністю. Стрімкі схили, вкриті стрункими ялинами, вік яких становить 140—160 років, спадають прямо до водної поверхні. Посередині озера розмістився, немов зіниця блакитного ока, невеликий острівець площею всього кілька метрів. Звідси і народна назва озера — Морське Око.
Люди своєю творчою фантазією намагаються доповнити красу природи. Архітектор Володимир Соломін вдало вписав оглядові майданчики в навколишній ландшафт. А на півострівці височить вирізана із червоного дерева скульптурна композиція «Синь і Вир» (скульптори Іван Бровді і Михайло Санич), яка знизу опирається на металеву основу. Висота монумента становить 13 метрів.
Щороку біля озера проводиться фестиваль «На Синевир трембіти кличуть», що супроводжується ярмарком виробів народних умільців, етнографічними експозиціями та виступами найкращих фольклорних колективів Закарпаття.
У грудні 2020 року до озера було відкрито високогірну дорогу, 45-кілометрову ділянку дороги Т-07-18 Нижні Ворота — Воловець — Міжгір'я. Більша частина дороги проходить на висоті 430—730 м і йде через Воловецький та Подобовецький (Пилипецька) перевали і веде до Національного природного парку Синевир.

## Місцеві легенди
Згідно з легендою, мальовниче озеро утворилося від потоку сліз графської доньки Синь на місці, де її коханого, простого верховинського пастуха Вира, за наказом графа було вбито кам'яною брилою через його жебрацьке походження.

## Галерея

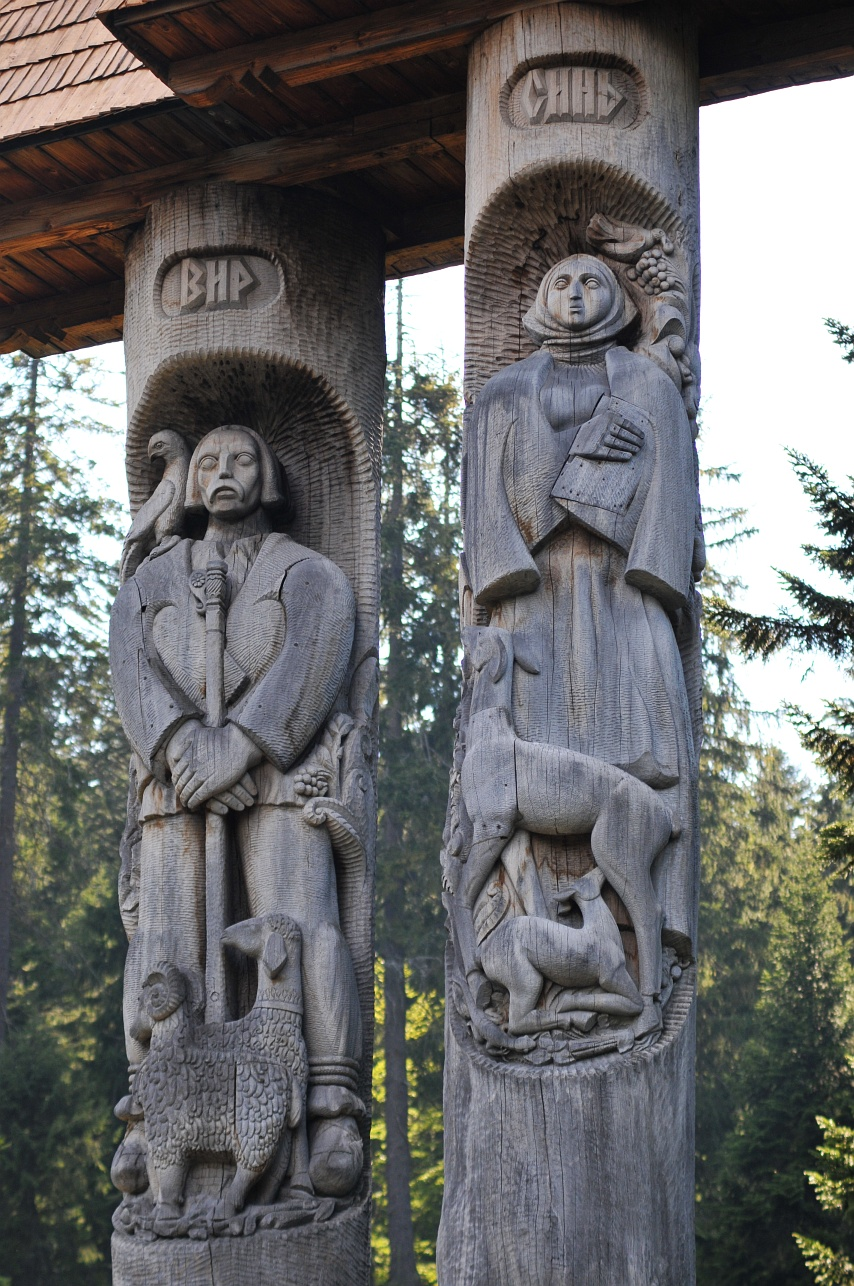
Синь і Вир
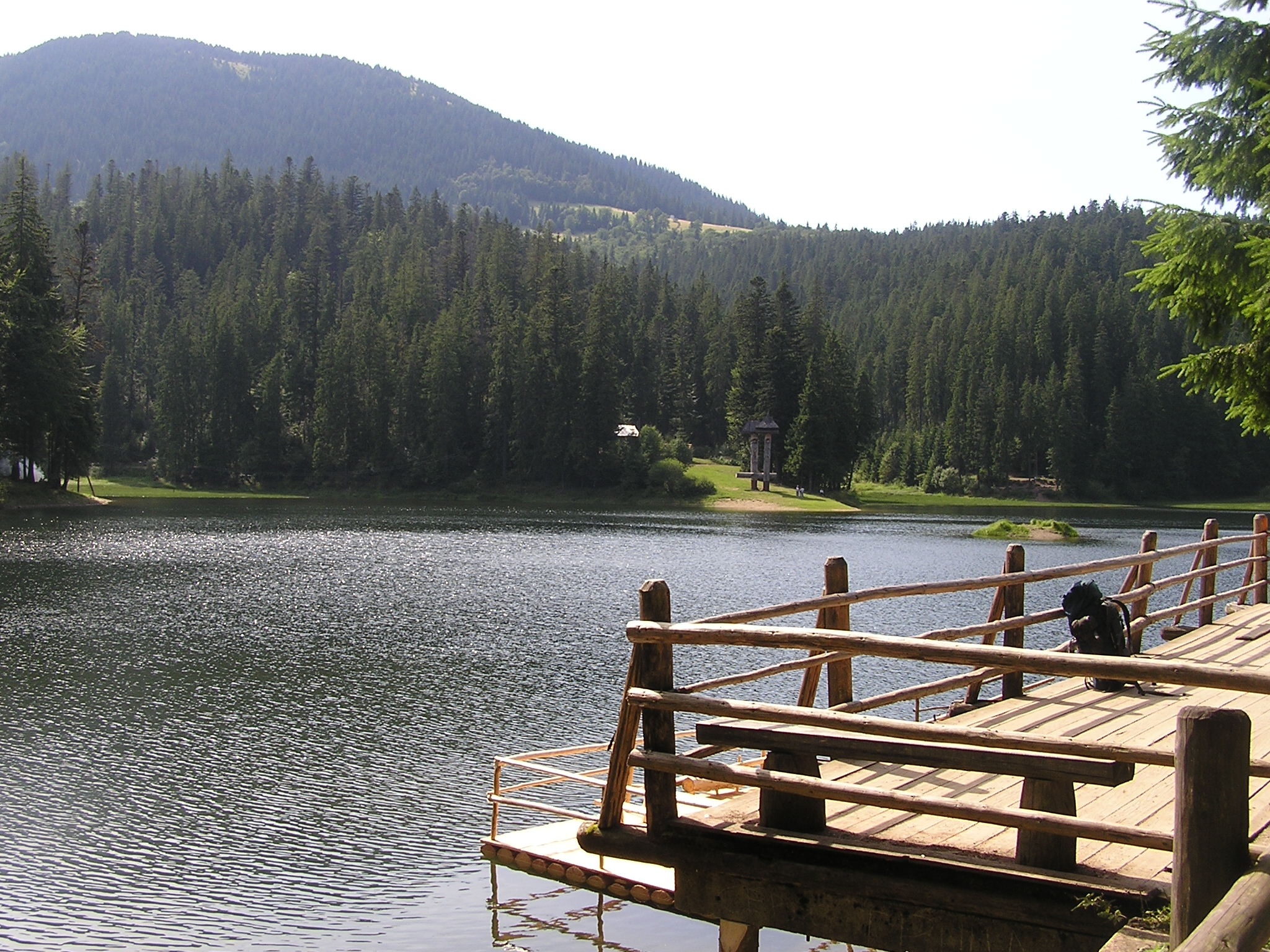
Оглядовий майданчик на березі
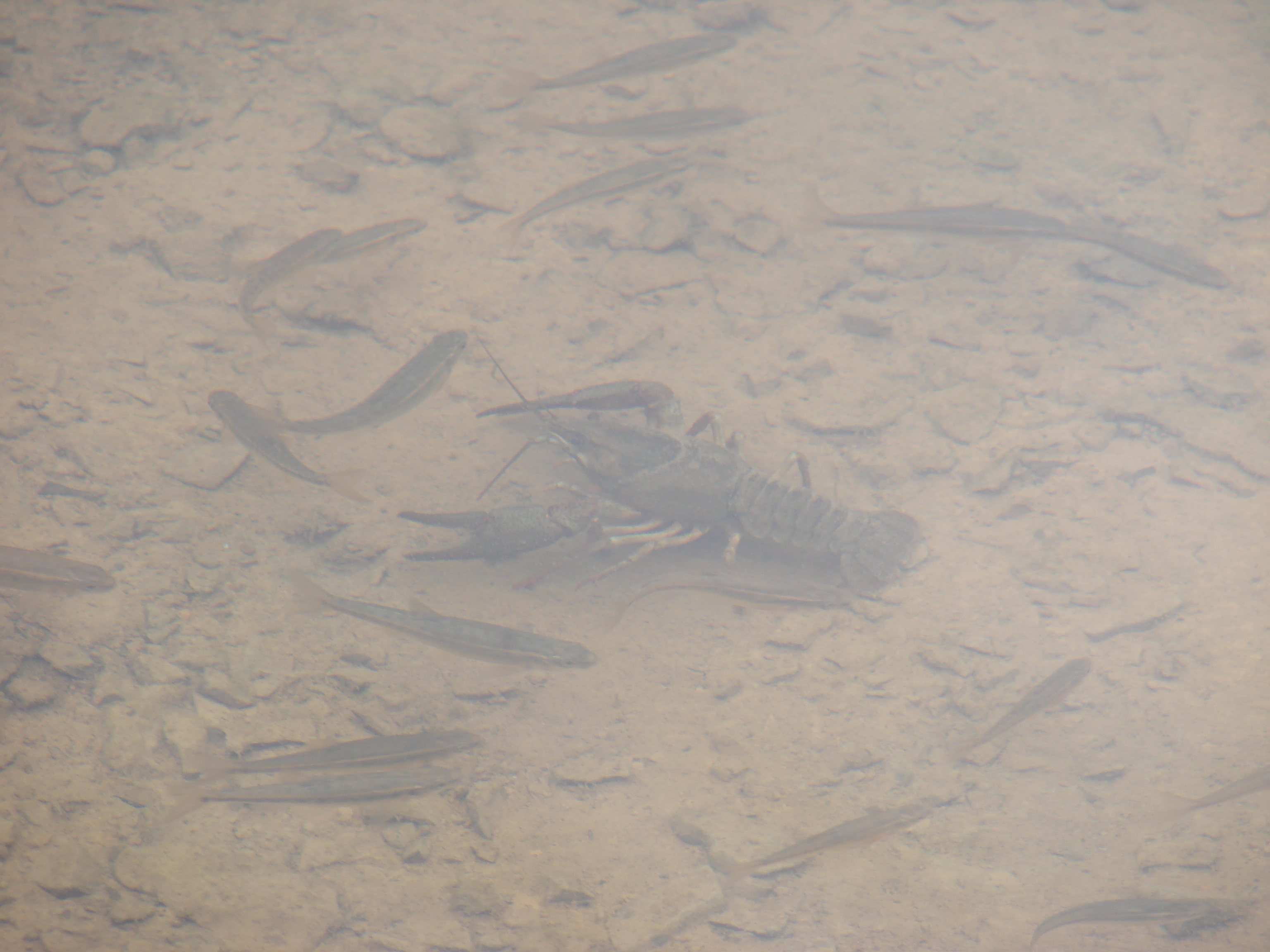
Рак і мальки форелі на дні озера
Інформаційна таблиця
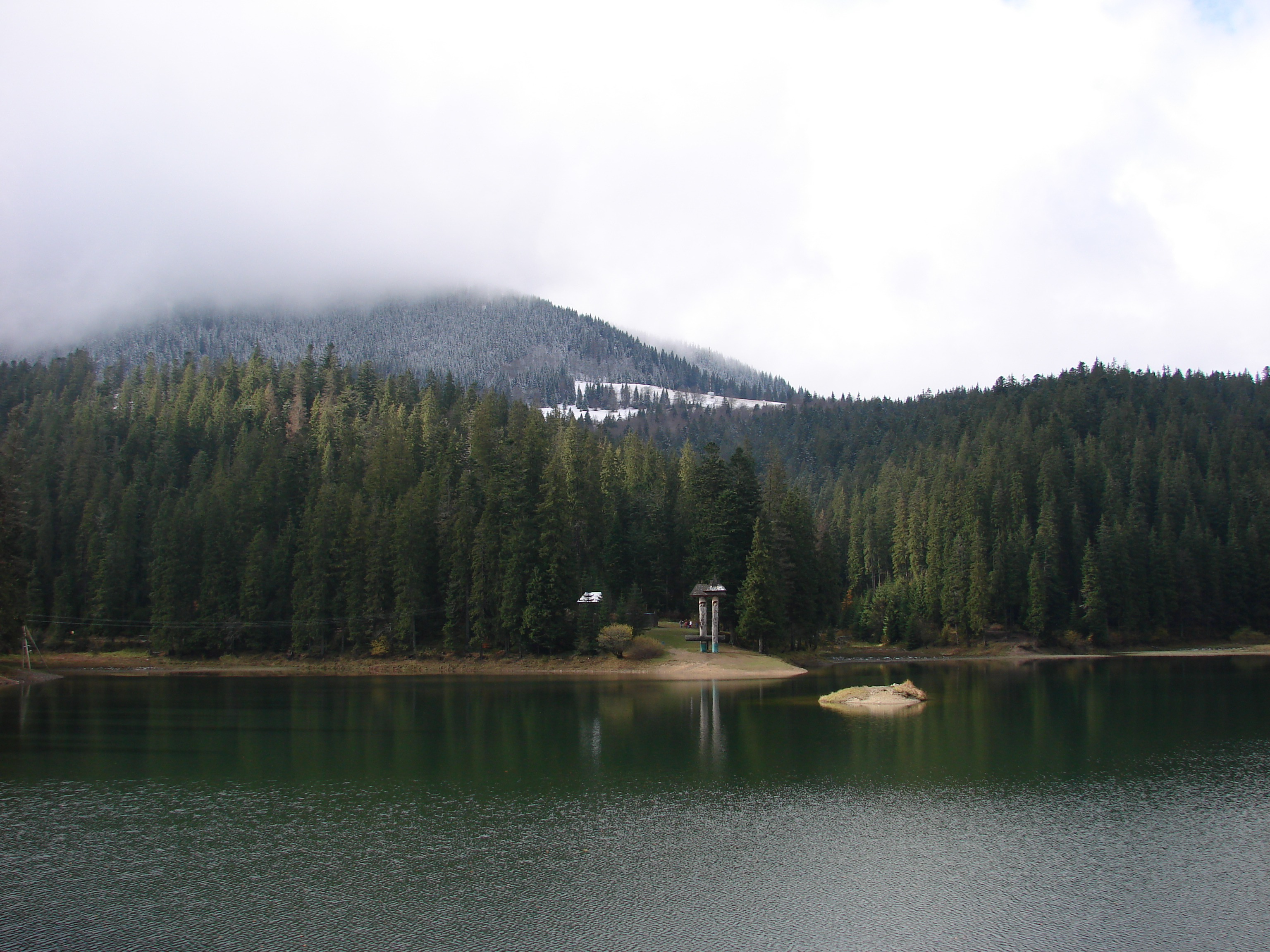
Зліва — окутана хмарою гора Озерна (1495 м)
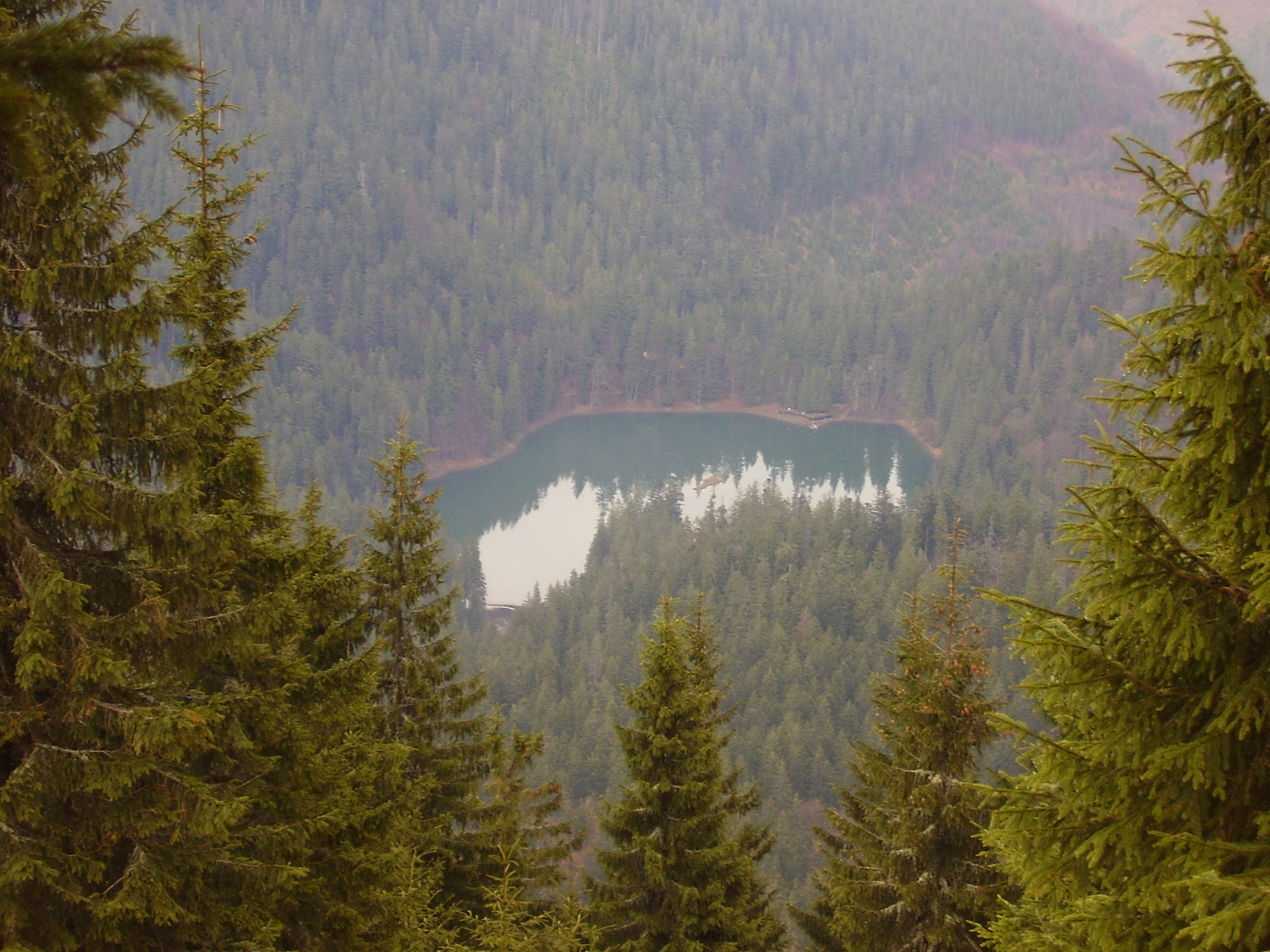
Синевир. Вигляд з гори Озірний Верх (Озерна)
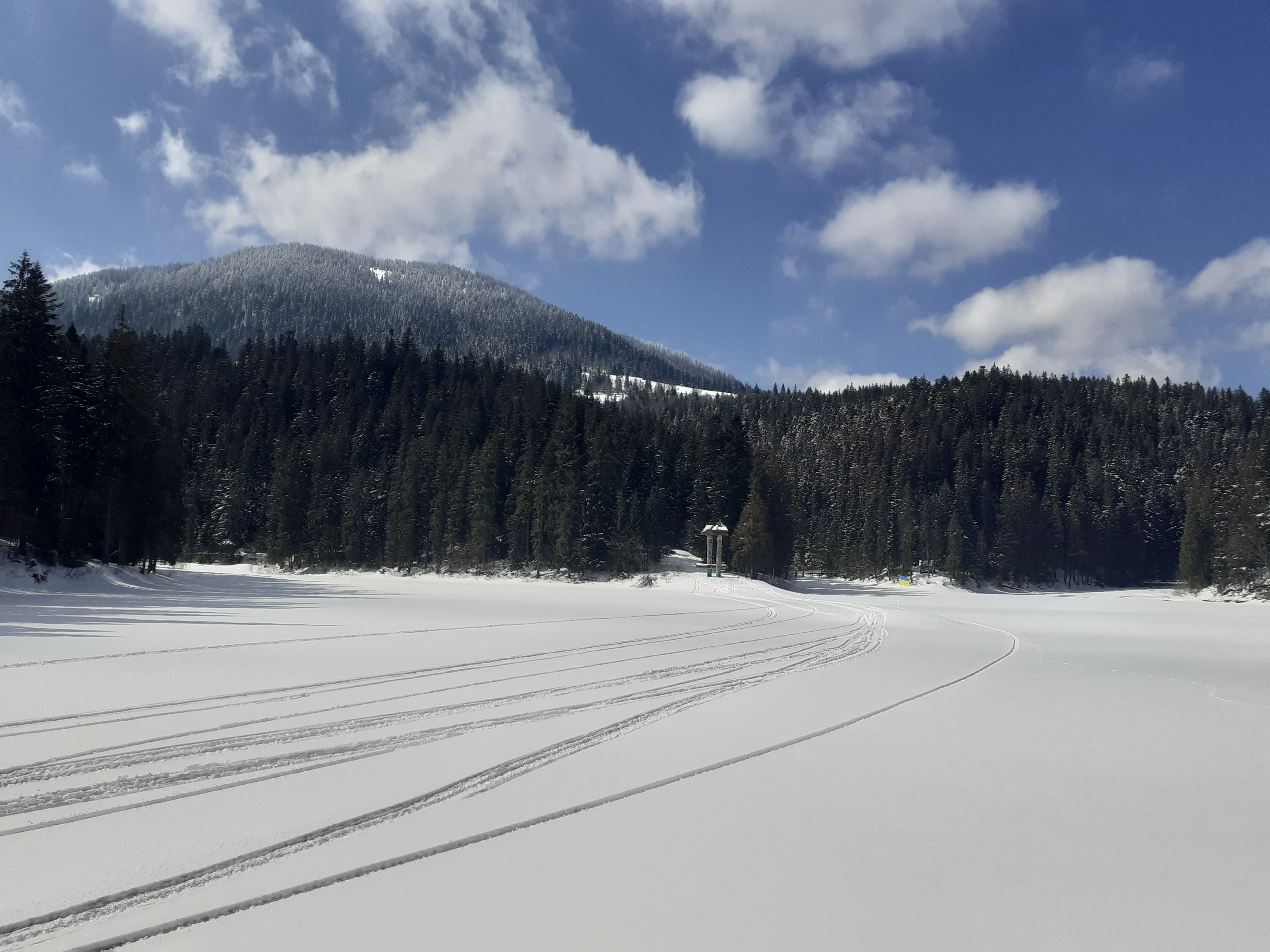
Озеро Синевир взимку
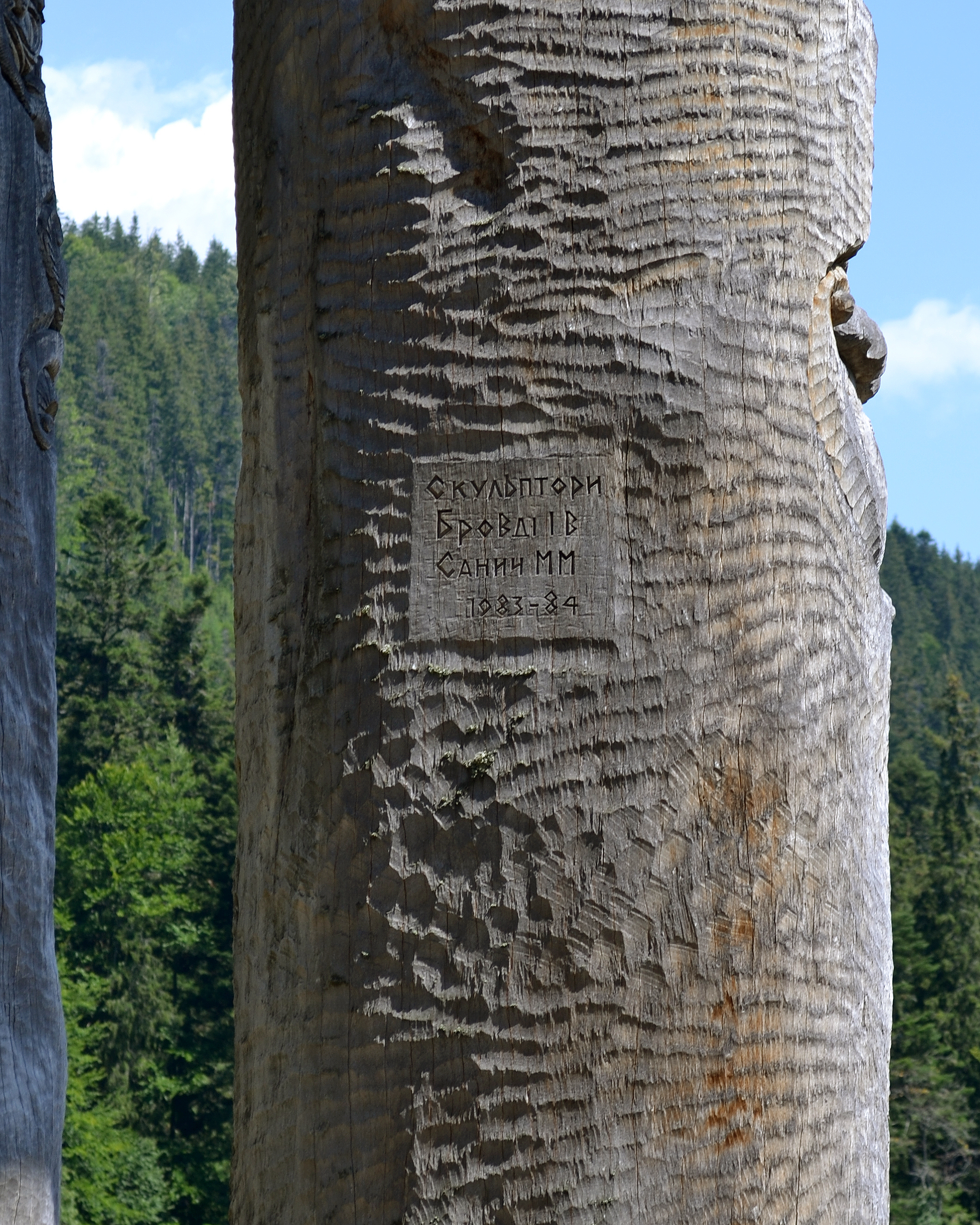
Автори скульптури «Синь і Вир»: Бровді Іван Васильович і Санич Михайло Михайлович
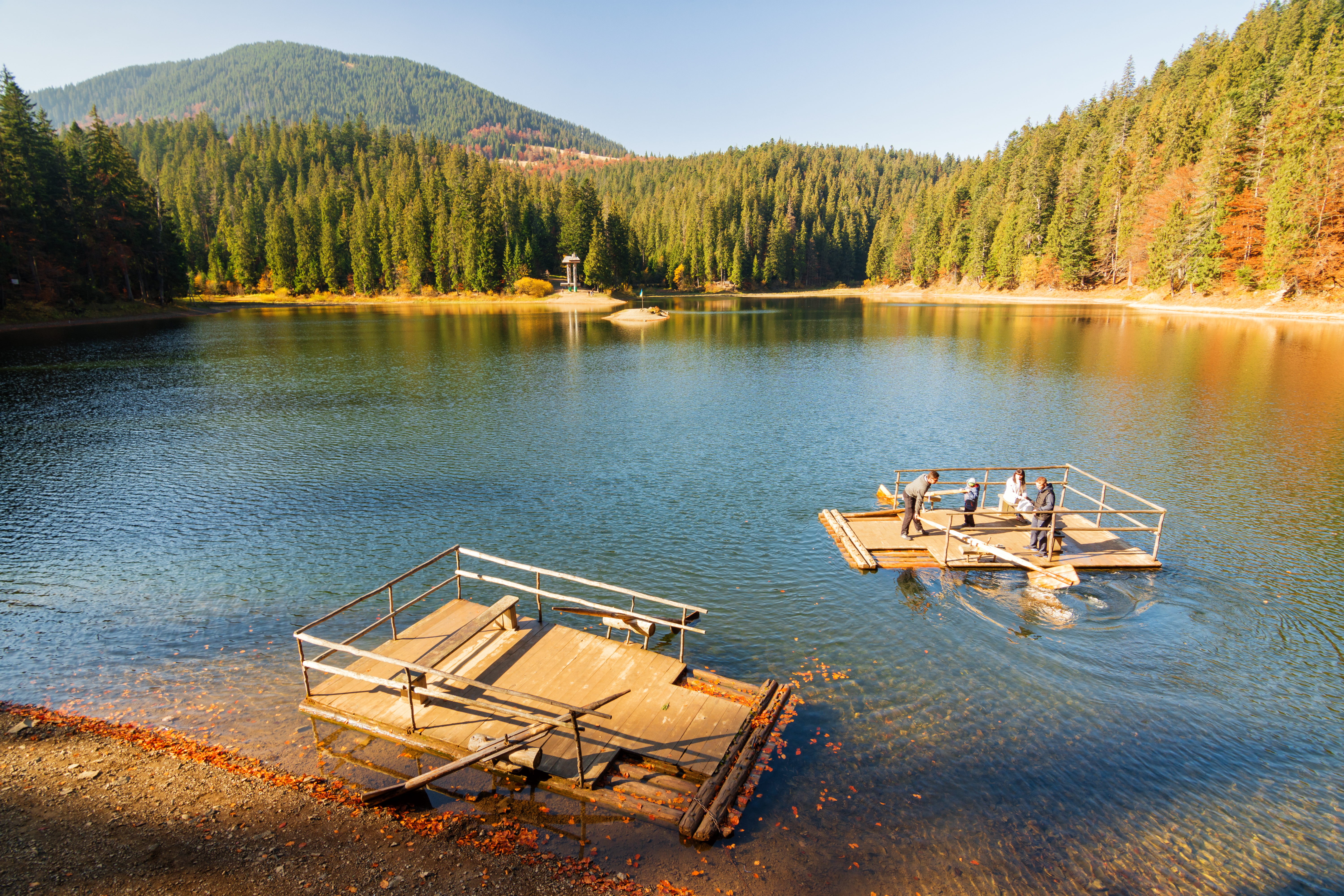
Озеро восени
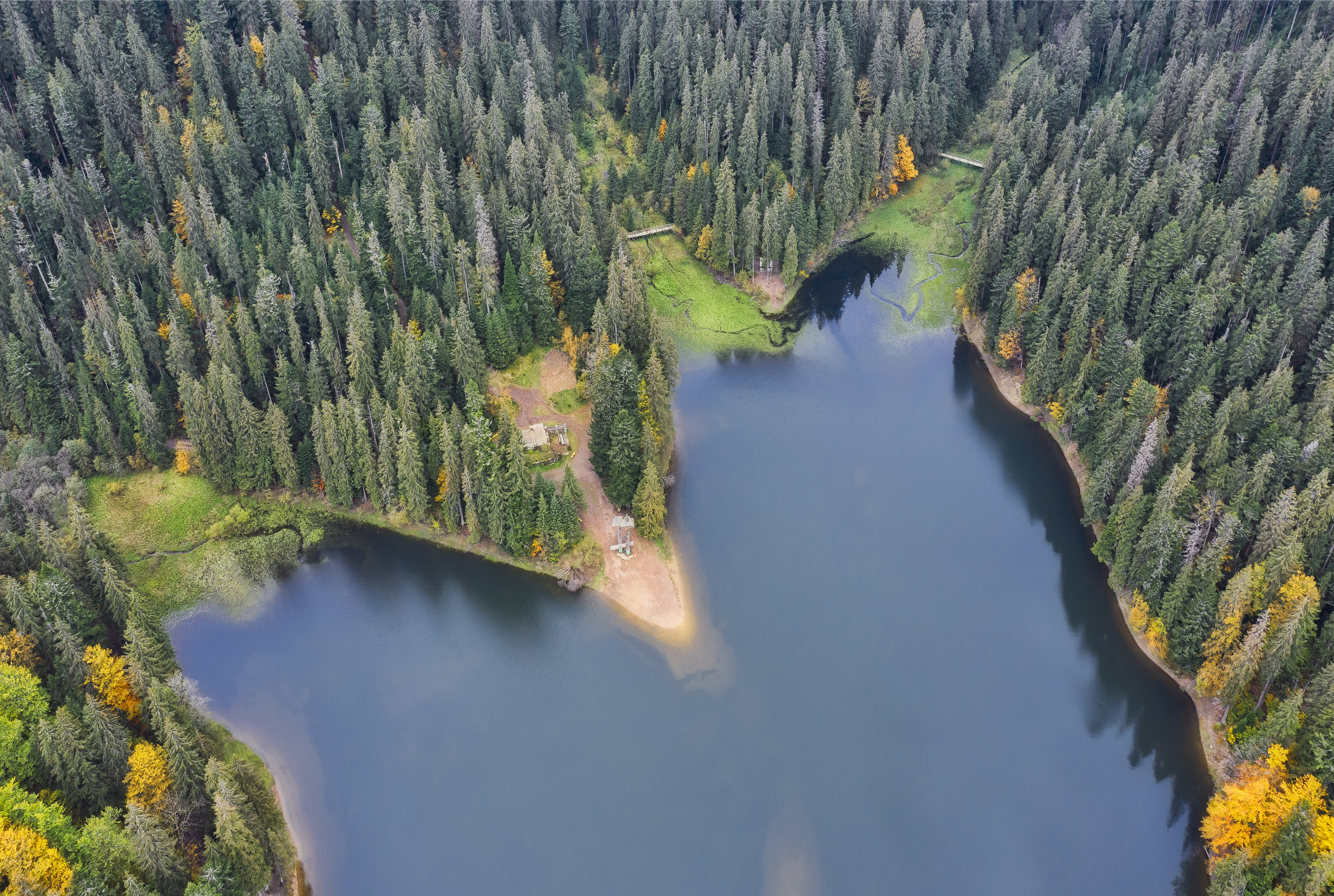
З висоти пташиного польоту